# Conrad Susa
Conrad Stephen Susa (Springdale, 26 aprile 1935 – 21 novembre 2013) è stato un compositore statunitense particolarmente noto per le sue opere.

## Biografia
Susa studiò al Carnegie Institute of Technology ed alla Juilliard School con William Bergsma, Vincent Persichetti e come egli suol dire con P. D. Q. Bach.  Dal 1988 insegnò composizione presso il San Francisco Conservatory of Music.
La sua opera da camera del 1973, Transformations, scritta su libretto di Anne Sexton, è una delle più frequentemente rappresentate fra quelle di compositori statunitensi e venne rappresentata al Wexford Opera Festival del 2006. Fra le altre sue composizioni si annoverano musiche corali e musiche di scena per diverse opere teatrali. Le sue musiche sono pubblicate da E.C. Schirmer Music Company.

## Opere selezionate
Opere
- Transformations (1973)
- Black River (1975, revisionata 1981)
- The Love of Don Perlimplin (1984)
- The Wise Woman (1994)
- The Dangerous Liaisons (1994, revisionata 1996-97)

Altro
- Hymns for the Amusement of Children (1972)
- Carols and Lullabies: Christmas in the Southwest (1992)